# Pedicularis laktangensis
Pedicularis laktangensis är en snyltrotsväxtart som beskrevs av Bonati. Pedicularis laktangensis ingår i släktet spiror, och familjen snyltrotsväxter. Inga underarter finns listade i Catalogue of Life.